# Colonia Hocker
Colonia o Pueblo Hoker, también llamada Colonia Hocker o simplemente Hoker o Hocker, es una localidad y centro rural de población con junta de gobierno de 3.ª categoría del distrito Segundo del departamento Colón, en la provincia de Entre Ríos, República Argentina.
La población más cercana es Villa Elisa a 12 km al suroeste, estando a unos 30 km al noroeste de Colón.
Colonia Hoker se encuentra a una altitud sobre el nivel del mar de aprox. 50 m.
Entre sus atractivos turísticos se encuentran los edificios más antiguos, de unos 100 años, como los de la posada La Chozna, el almacén Don Leandro y la capilla de Santa Rosa de Lima (1909); así como para el baño el arroyo Mármol (nombre dado en honor a María Teresa del Carmen Mármol, antigua propietaria de la hacienda). Desde 2012, el 23 de septiembre se celebra en Colonia Hoker el 'día del inmigrante'.
La junta de gobierno fue creada por decreto 965/1984 MGJE del 28 de marzo de 1984.

## Historia
El 30 de octubre de 1883 el señor Enrique Hoker compró a Francisca Mabragaña de Conningham las tierras que darán lugar a la colonia, con lo que se fundó como poblado de colonización a finales del siglo XIX, con la inmigración de suizos provenientes de la Suiza francesa.

## Demografía
La población de la localidad, es decir sin considerar el área rural, era de 86 personas en 1991 y de 91 en 2001 (45 varones y 46 mujeres). La población de la jurisdicción de la junta de gobierno era de 185 habitantes en 2001.